# プロキシマス
プロキシマス（仏: Proximus S.A.）は、ベルギー・ブリュッセルに本拠を置く電気通信事業者。同国最大の電気通信事業者である。ベルギー政府が株式の過半数を保有する。
ユーロネクスト・ブリュッセル上場企業（Euronext: PROX ）。

## 沿革
プロキシマスは1994年にベルガコムとAirtouchがそれぞれ75%と25%を出資して合弁事業として設立された。Airtouchは後にVodafoneに合併された。1994年1月の開始時、プロキシマスは元はGSM 900帯のみだった2G GSMネットワークとともに古いMOB2 アナログネットワークの運営を引き継いだ。古くなったMOB2ネットワークは1999年に廃止された。必要となれば、プロキシマスはネットワークを補完するためにGSM 1800も使用することが出来る。
プロキシマスは元々は事実上独占状態であったが、規制緩和後、第2のGSM 900オペレータであるMobistarが1998年に、それに続いてBASE、そしてKPN-Orangeが1999年に参入した。後の2社、特にBASEの激しい価格攻撃にもかかわらず、プロキシマスは成長を続け、現在飽和状態と考えられている市場にて50%以上のシェアを保有している。
かつてプロキシマスはベルガコムの子会社の位置付けであった。2004年に株式公開したのち、ベルガコムが株式の50%を保有し、また、ボーダフォングループが25%を保有していた。2004年は22億3900万ユーロの収益があり、11億3500万ユーロのEBITDA（金利・税金・償却前利益）があった。
2015年6月、ベルガコムは社名をプロキシマスに変更した。